# Derek Saunders
Derek Saunders (Ware, 1928. január 6. – 2018. március 3.) brit válogatott angol labdarúgó, fedezet.

## Pályafutása
1953 és 1959 között a Chelsea labdarúgója volt, ahol egy bajnoki címet és egy angol szuper-kupa győzelmet ért el a csapattal. Részt vett az 1952-es helsinki olimpián a brit válogatott tagjaként.

## Sikerei, díjai
Chelsea
- Angol bajnokság
  - bajnok: 1954–55
- Angol szuperkupa (Charity Shield)
  - győztes: 1955